# Hil·lebrandita
La hil·lebrandita és un mineral de la classe dels silicats. Rep el nom en honor de William Francis Hillebrand (12 de desembre de 1853 – 7 de febrer de 1925). Va descriure cinc nous minerals i altres onze de forma conjunta.

## Característiques
La hil·lebrandita és un silicat de fórmula química Ca₂(SiO₃)(OH)₂. Cristal·litza en el sistema ortoròmbic. La seva duresa a l'escala de Mohs oscil·la entre 5 i 5,5.
Segons la classificació de Nickel-Strunz, la hil·lebrandita pertany a «09.DG - Inosilicats amb 3 cadenes senzilles i múltiples periòdiques» juntament amb els següents minerals: bustamita, ferrobustamita, pectolita, serandita, wol·lastonita, wol·lastonita-1A, cascandita, plombierita, clinotobermorita, riversideïta, tobermorita, foshagita, jennita, paraumbita, umbita, sørensenita, xonotlita, zorita, chivruaïta, haineaultita, epididimita, eudidimita, elpidita, fenaksita, litidionita, manaksita, tinaksita, tokkoïta, senkevichita, canasita, fluorcanasita, miserita, frankamenita, charoïta, yuksporita i eveslogita.
L'exemplar que va servir per a determinar l'espècie, el que es coneix com a material tipus, es troba conservat al Museu Nacional d'Història Natural, a Washington DC (Estats Units), amb el número de registre: 86531.

## Formació i jaciments
Va ser descoberta a la mina Terneras, una mina situada a la localitat de Velardeña, al municipi de Cuencamé (Estat de Durango, Mèxic). També ha estat descrita als Estats Units, Noruega, Alemanya, Turquia, Israel, Palestina, Namíbia, l'Aràbia Saudí, Rússia, el Japó i Austràlia.